# رغبة
الرغبة هي شعور بالاحتياج إلى شخص أو شيء. وتختلف الآراء حول الرغبة بين من يعرفها على أنها انعكاس لمطالب اللهو و بين من يعرفها على أنها وسيلة لإشباع الحاجات الفيزيولوجية للإنسان.[بحاجة لمصدر]